# ГВ-71

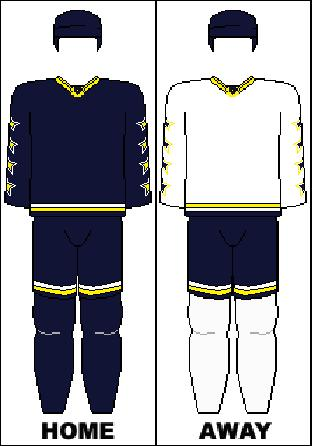
Форма ГВ-71

ГВ-71 (швед. HV71 (швед. вимова: [ˈxoː.ˈveː])) — хокейний клуб з м. Єнчепінг, Швеція. Виступає в чемпіонаті Швеції у Шведській хокейній лізі. Домашні ігри команда проводить на «Кіннарпс-Арені» (7,000). Офіційні кольори клубу синій, жовтий і білий.

## Історія
Заснований у 24 травня 1971 році після об'єднання двох клубів — Гускварна ІФ та Веттерстадс ІФ. Перші літери їхніх назв та рік злиття склали назву нового клубу ГВ-71.

## Досягнення
Чемпіон Швеції: 1995, 2004, 2008, 2010, 2017.

## Відомі гравці
Найсильніші гравці різних років:

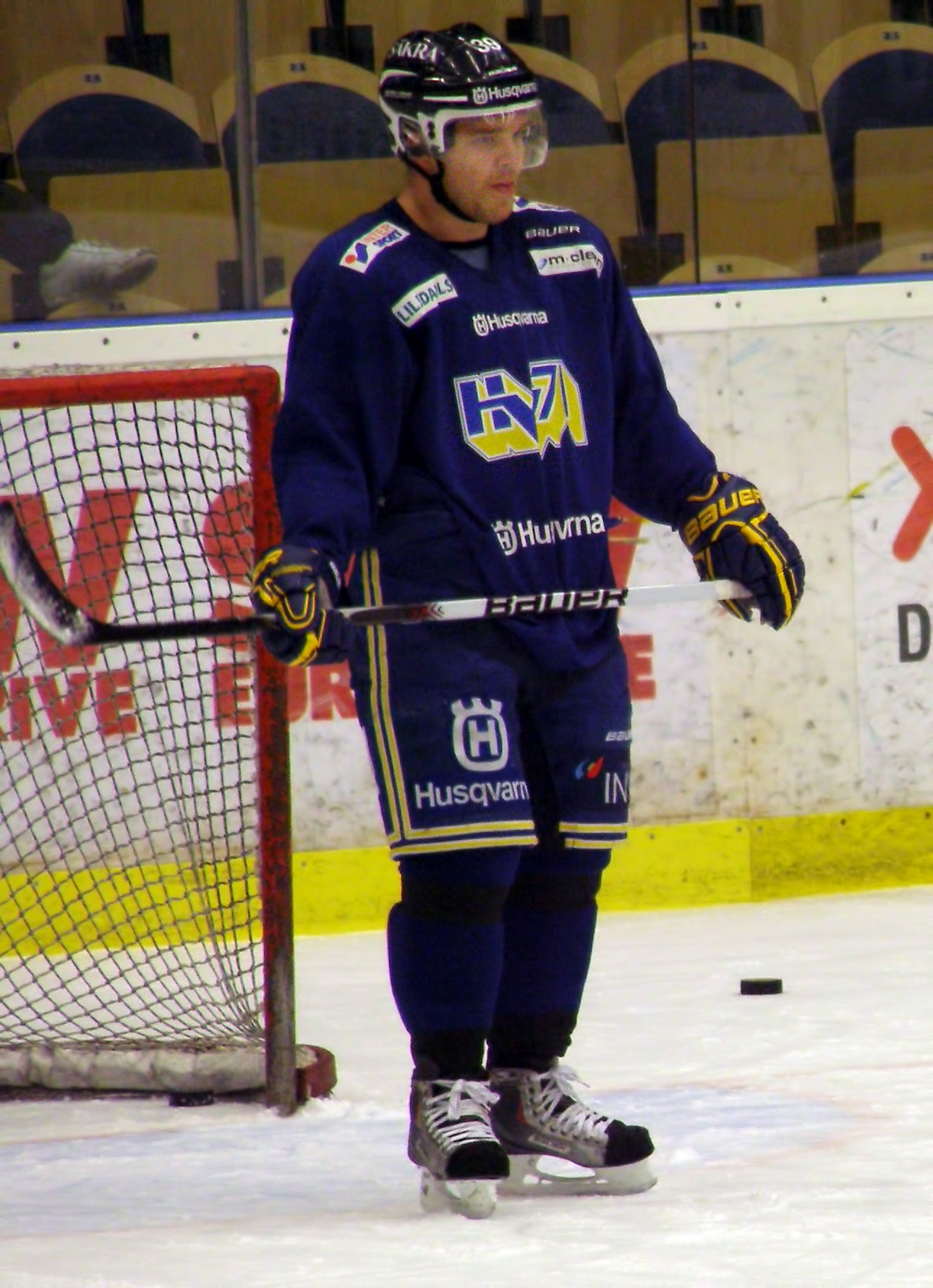
Юкка Воутілайнен

- воротарі: Лейф Гольмквіст, Ерік Ерсберг;
- захисники: Пер Густафссон, Арто Руотанен;
- нападники: Мартін Тернберг, Ульф Дален, Бйорн Мелін, Андреас Ємтін.